# Nick Johnson (rink hockey)
Pour les articles homonymes, voir Nick Johnson.
Nick Johnson est un joueur international anglais de rink hockey. Il évolue, en 2015, au sein du Middlesbrough RHC.

## Palmarès
En 2015, il participe au championnat du monde de rink hockey en France.